# منصور بن سعود بن عبد العزيز آل سعود
الأمير منصور بن سعود بن عبد العزيز آل سعود1941م/1360هـ الابن الخامس عشر من أبناء الملك سعود بن عبد العزيز آل سعود ولد في عام 1360هـ في الرياض والدته هي الأميرة تركية بنت محمد العبد العزيز. رعاه ورباه والده الملك سعود بن عبد العزيز آل سعود، وقد تربى تربية دينية إسلامية، ونشأ على الأدب والاحترام وكلامه كلام حسن. بدأ في علمه عام 1365هـ وتخرج من الأبتدائية عام 1368هـ، وتخرج من المتوسطة عام 1371هـ، وتخرج من الثانوية عام 1374هـ. وكان تعليمه من عام 1365هـ حتى عام 1374هـ في معهد العاصمة النموذجية، ولم يدرس في كلية أو جامعة، ويسكن الأمير منصور في الرياض.

## حياته السياسية
- رئيس الحرس الملكي بالمملكة العربية السعودية ولم يبق فيها إلا عامين فتركها في عام 1377هـ
- أميرا للقصور الملكية بالمملكة العربية السعودية خلفا لسمو الأمير مشاري بن عبد العزيز آل سعود
- رئيس الحرس الخاص خلفاً لأخيه المستقيل بدر بن سعود بن عبد العزيز آل سعود في عهد والده الملك سعود.
- يعتبر حالياً أبرز الممثلين لأبناء سعود بن عبد العزيز آل سعود في المحافل السياسية والاجتماعية الداخلية، كما أن له علاقات مميزة مع الملك سلمان بن عبد العزيز آل سعود.

## الأوسمة والأنواط
1- وسام الجمهورية اللبنانية
2- وسام من الجمهورية العربية المتحدة
3- وسام من جمهورية باكستان
4- وسام المملكة الأردنية

## حياته الرياضية
يعتبر منصور بن سعود بن عبد العزيز آل سعود من المهتمين بالرياضة و هو يشجع فريق نادي النصر، حيث سبق وأن أسس وترأس نادي شباب الناصرية، كما يشغل حالياً منصب رئيس المكتب التنفيذي لنادي النصر، ويحمل العضوية الشرفية في نادي الاتحاد..

## أسرته

### زوجاته
- الأميرة جواهر بنت بندر بن خالد بن عبد العزيز آل سعود. والدة الأميرة العنود، الأمير خالد، الأميرة ديما، والأمير سلطان.
- الأميرة نوف بنت عيد بن سالم المسعودي القحطاني. والدة الأمير سعود، الأميرة مها، والأميرة سلطانة.

### أبناؤه
- الأميرة العنود بنت منصور بن سعود بن عبد العزيز آل سعود.
- الأمير خالد بن منصور بن سعود بن عبد العزيز آل سعود.
- الأميرة ديما بنت منصور بن سعود بن عبد العزيز آل سعود. متزوجة من الأمير بندر بن عبد المجيد بن سعود بن عبد العزيز آل سعود ولها من البنات الأميرة لولو.
- الأمير سلطان بن منصور بن سعود بن عبد العزيز آل سعود.
- الأمير سعود بن منصور بن سعود بن عبد العزيز آل سعود.
- الأميرة مها بنت منصور بن سعود بن عبد العزيز آل سعود. متزوجة من الأمير خالد بن عبد الله بن عبد الرحمن السديري.[2]
- الأميرة سلطانة بنت منصور بن سعود بن عبد العزيز آل سعود.